# Eric Stoltz
Eric Cameron Stoltz, född 30 september 1961 i Whittier, Kalifornien, är en amerikansk skådespelare. 
Eric Stoltz roll som tonårspojken Rocky Dennis, med deformerat huvud, i filmen Mask (1985) blev uppmärksammad, och något av ett genombrott för den då 24-årige Stoltz. Han har därefter bland annat spelat knarklangare i Quentin Tarantinos Pulp Fiction (1994).
Eric Stoltz fick rollen som Marty McFly i filmen Tillbaka till framtiden, men efter några veckors filmande kände regissören Robert Zemeckis att Stoltz inte tillförde den "screwball-energi" som rollen krävde och ersatte honom med Michael J. Fox.

## Filmografi i urval
- 1982 – Häftigt drag i plugget
- 1985 – Mask
- 1987 – Some Kind of Wonderful
- 1989 – Snacka går ju...
- 1989 – Flugan II
- 1990 – Memphis Belle
- 1992 – Singles
- 1994 – Killing Zoe
- 1994 – Sleep With Me
- 1994 – Pulp Fiction
- 1994 – Unga kvinnor
- 1995 – Rob Roy
- 1995 – God's Army
- 1996 – Grace of My Heart
- 1996 – Jerry Maguire
- 1997 – Anaconda
- 1999 – Den heta passionen
- 2000 – Glädjens hus
- 2002 – The Rules of Attraction
- 2004 – The Butterfly Effect